# Seznam predorov
Seznam predorov je krovni seznam:
- Seznam cestnih predorov v Sloveniji

- Seznam cestnih galerij in pokritih vkopov v Sloveniji

- Seznam železniških predorov v Sloveniji
- Seznam najdaljših predorov na svetu